# Braffe
Braffe is een dorp in de Belgische provincie Henegouwen, en een deelgemeente van de Waalse stad Péruwelz. Braffe was een zelfstandige gemeente, tot die bij de gemeentelijke herindeling van 1977 toegevoegd werd aan de gemeente Péruwelz.

## Bezienswaardigheden
- De Sint-Michielskerk (Église Saint-Michel) is het resultaat van tal van bouwcampagnes vanaf de 13e eeuw tot 1893. Het oudste deel is het koor, gebouwd uit zandsteenblokken. In 1835 werden toren en voorgevel in neoclassicistische stijl herbouwd. Het interieur is 16e-eeuws.
- Het Kasteel van Braffe is van 1705, gebouwd in classicistische stijl.

## Natuur en landschap
Braffe ligt iets ten zuiden van de TGV-lijn van Brussel naar Parijs. In het zuiden ligt een bos, Le Fors Coron. De hoogte aan de kerk bedraagt 48 meter.

## Demografische ontwikkeling
- Bronnen:NIS, Opm:1831 tot en met 1970=volkstellingen

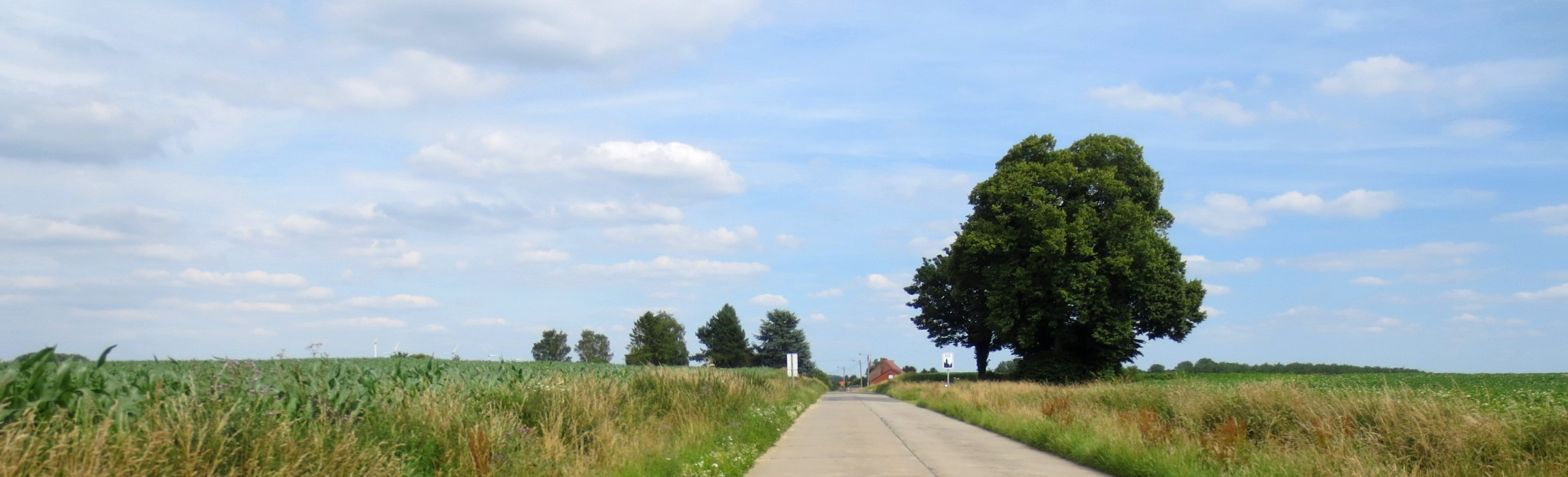
Braffe

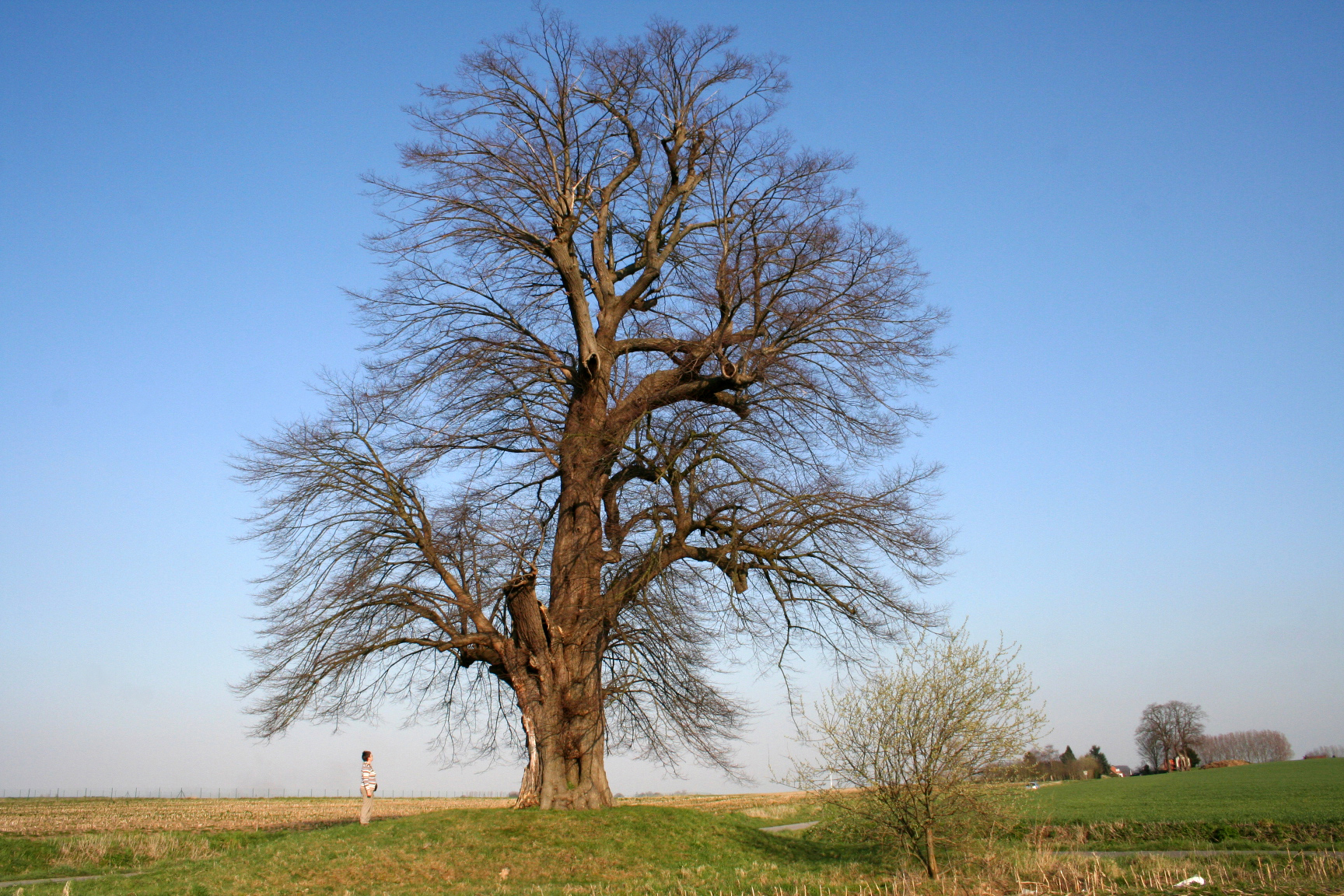
De oude Linde (400 jaar).

## Nabijgelegen kernen
Wasmes, Willaupuis, Bury